# Араньюель
Араньюель, Араньєл (ісп. Arañuel (офіційна назва), валенс. Aranyel) — муніципалітет в Іспанії, у складі автономної спільноти Валенсія, у провінції Кастельйон. Населення — 200 осіб (2010).

## Географія
Муніципалітет розташований на відстані близько 280 км на схід від Мадрида, 38 км на захід від міста Кастельйон-де-ла-Плана.
На території муніципалітету розташовані такі населені пункти: (дані про населення за 2010 рік)
- Араньюель: 185 осіб
- Ла-Артехуела: 15 осіб

## Демографія
Динаміка населення (INE ):

## Галерея зображень

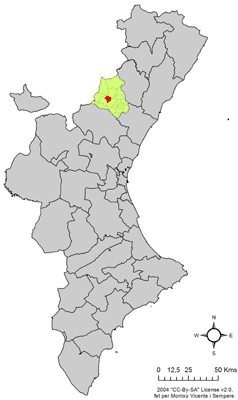
Розташування муніципалітету Араньюель у автономній спільноті Валенсія
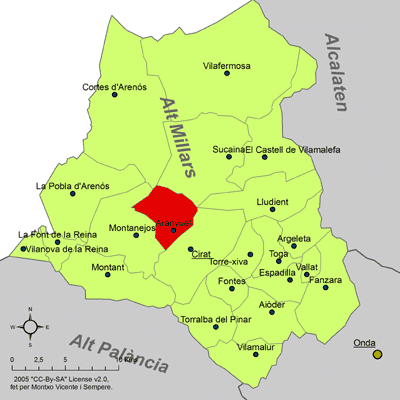
Розташування муніципалітету Араньюель у комарці Альто-Міхарес